# 金野站 (日本)

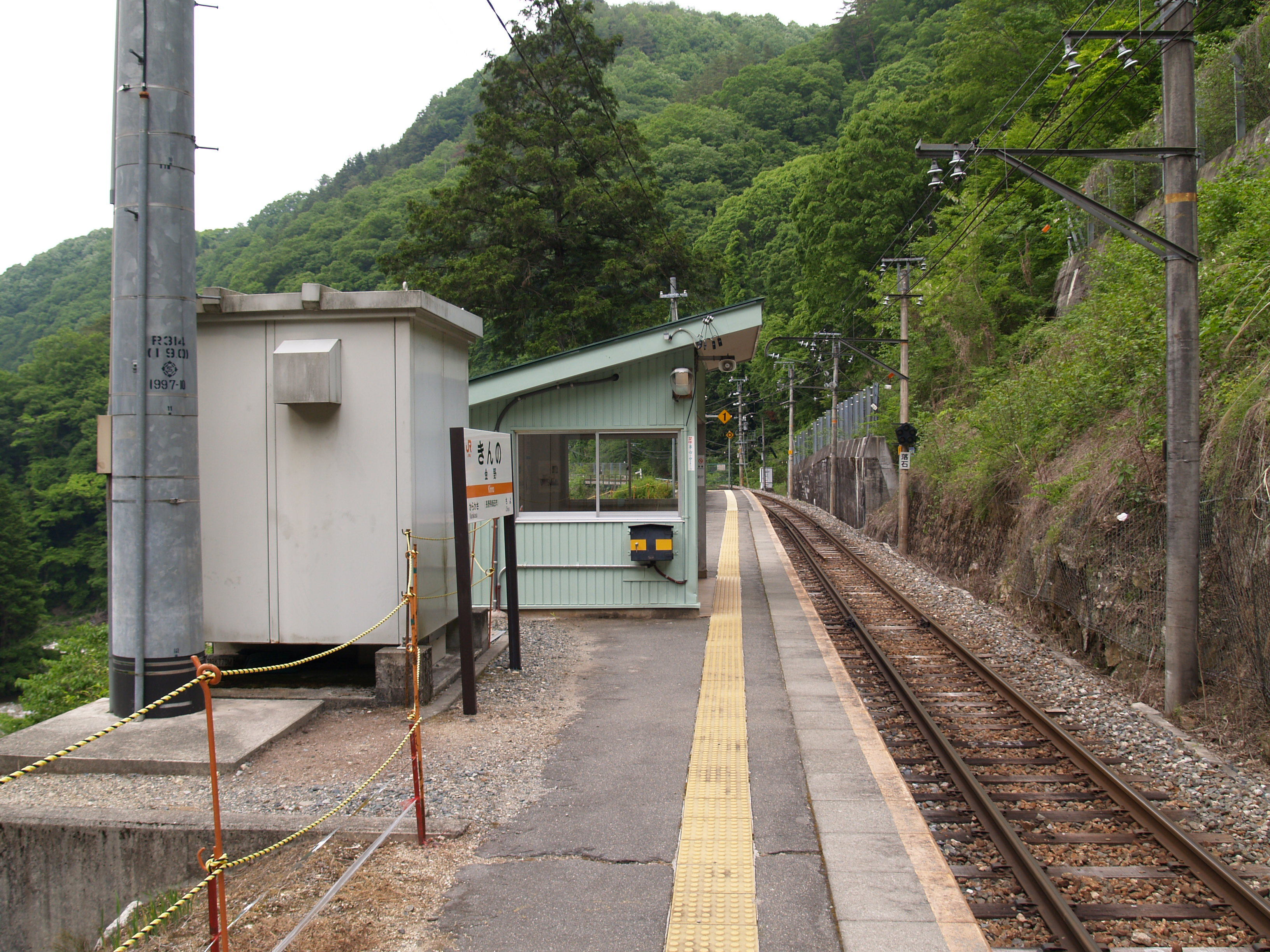
月台（2010年5月）

金野站（日语：／ Kinno eki */?）是位於長野縣飯田市千榮，屬於東海旅客鐵道（JR東海）的飯田線車站。部分早上和黃昏的普通列車會通過此站，而早上上行方向的快速列車會停靠此站。

## 歷史
- 1932年（昭和7年）10月30日 - 三信鐵道（日语：三信鉄道）門島站至天龍峽站之間開通，此站啟用（金野停留場）[1]。為旅客車站。
- 1943年（昭和18年）8月1日 - 三信鐵道被國有化，成為飯田線的一部分。同時升級至車站，名為金野站。
  - 當時，此站只可來往東海道本線濱松至名古屋之間各站，飯田線各站和中央本線上諏訪至鹽尻之間各站和松本站的乘客使用。
- 1952年（昭和27年）12月2日 - 廢除旅客車站的限制。
- 1987年（昭和62年）4月1日 - 伴隨國鐵分割民營化，車站由東海旅客鐵道（JR東海）營運。
- 2013年（平成25年）
  - 9月 - 受到颱風萬宜影響，平岡站至天龍峽站之間暫停營業，使用巴士代行。
  - 10月10日 - 天龍峽站至平岡站之間重開。

## 車站構造
本站是地面車站，設有1面1線單式月台。
此站是由飯田站管理的無人車站。站内沒有設置站房，僅在月台上設置候車室。

## 使用狀況
此站的乘客不是當地的居民，而是前往餐廳的遊客，詳情參見下述。在飯田線所有車站（94座車站）中，此站最少乘客使用。
根據「飯田市統計書」，以下為1年總乘車人次列表：
| 年度 | 1年總 乘車人次 |
| ---- | -------------- |
| 2003 | 314            |
| 2004 | 273            |
| 2005 | 248            |
| 2006 | 109            |
| 2007 | 83             |
| 2008 | 141            |
| 2009 | 138            |
| 2010 | 155            |
| 2011 | 157            |
| 2012 | 227            |
| 2013 | 169            |
| 2014 | 236            |
| 2015 | 195            |
| 2016 | 162            |
| 2017 | 198            |

## 特徴
- 此站是秘境車站，周邊沒有任何民居。車站名稱取自金野村落，沿站前道路步行約3.5公里（需要步行約1小時）[1]，當中在路上需要跨過橋樑（米川）。而最近此站的村落也距離此站1公里（需要步行約20-30分鐘）[1]，在離開道路上需要向山坡步行。站前的道路已經鋪裝。雖然此站是秘境車站，但是私家車可駕駛前往此站[2]。另外，在2011年，距離此站15分鐘步行距離，開設了獨立經營的餐廳（需要預約）。
- 在站前設有上蓋的單車停泊處。此站距離村落有一段距離。當初建設三信鐵道（日语：三信鉄道）時候，原意是途經較多村落的地點。但是，由於天龍川的複雜地形關係，使造成現時的走線。另外，金野村是位於泰阜村內[3]。
- 在路線建設當初沒有計劃開設此站，後來在當地的村民發起運動下建設此站。車站內設置了名為《飯田線塗鴉記事本系列》的交換記事本[4]。
- 據說，若接觸車站標誌上的「金」字，會增加財運[1]。

## 車站周邊
- 天龍川
- 泰阜村・Jiji王國

## 相鄰車站
東海旅客鐵道（JR東海）
 飯田線
■快速（只有上行班次）、■普通（部分列車通過此站）
唐笠－金野－千代

## 注腳
1. 1 2 3 4 5 6 7 8 9 10 11 12 13  信濃毎日新聞社出版部. . 信濃毎日新聞社. 2011-07-24: 225. ISBN 9784784071647.
2. ↑  JR東海配布《飯田線秘境6駅&みどころマップ》
3. ↑  泰阜村 - 泰阜村 地図 （页面存档备份，存于）（日語）。
4. ↑  《秘境駅-中部・東海編》(DVD)　販賣商：GP Museum Soft